# Chapeau conique asiatique
Cet article court présente un sujet plus développé dans : Jaapi, Kasa (chapeau), Nón lá et Ngob (chapeau).
Pour les articles homonymes, voir Chapeau chinois (homonymie).
 (février 2015).
Si vous disposez d'ouvrages ou d'articles de référence ou si vous connaissez des sites web de qualité traitant du thème abordé ici, merci de compléter l'article en donnant les références utiles à sa vérifiabilité et en les liant à la section « Notes et références ».
Le chapeau conique asiatique est un type de couvre chef porté principalement dans les pays de la sphère culturelle chinoise du continent asiatique. Les chapeaux coniques qu'on porte en Asie, principalement sont divers :
- En Chine, on a le lì (笠), dǒulì (斗笠, terme consacré à ce chapeau), lìmào (笠帽, chapeau lì) ou zhúlì (竹笠, chapeau de bambou) ou parfois tout simplement cǎomào (草帽, chapeau de paille). Il peut y être en feuilles de bambou ou en paille ;
- En Corée il y a le satgat (삿갓), surtout porté par les moines bouddhistes ;
- Au Japon, il y a le sugegasa (菅笠, chapeau chinois d'herbe). Une variante, le sandogasa (三度笠, littéralement parapluie/ombrelle/chapeau chinois trois fois), un chapeau plat, légèrement courbé aux bords, comme une assiette creuse. Il est constitué de laîche. Il tire son nom des sando hikyaku (三度飛躍, coursiers trois fois) des coursiers qui trois fois par mois faisaient le chemin entre Edo (aujourd'hui Tokyo), Ôsaka et Kyoto ;
- Au Vietnam, il y a le nón lá (littéralement « chapeau de feuille »), fabriqué en latanier.

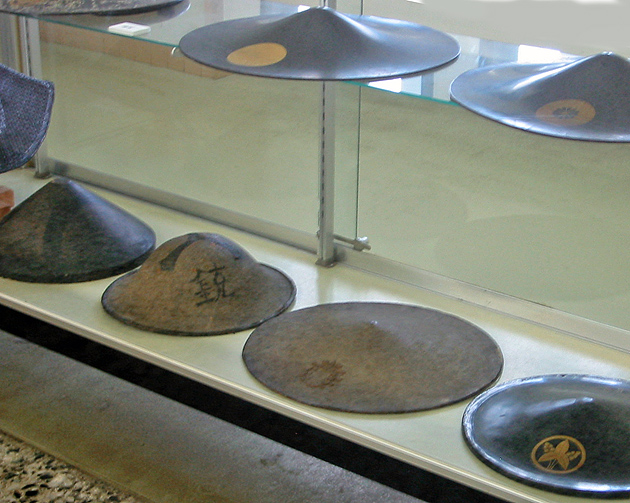
Différents chapeaux japonais.

## En Occident
La notion de chapeau chinois est apparue dans le contexte de l'engagisme des coolies en tant que stigmate vestimentaire de leur statut de travailleurs pauvres et racisés. Le cliché de ce couvre-chef comme chapeau de paille conique, symbole de la servitude asiatique pour les occidentaux, a été intégré dans la mode et les costumes orientalistes des femmes blanches dès les années 1930.